# تاتسونوری آرای
تاتسونوری آرای (انگلیسی: Tatsunori Arai؛ زادهٔ ۲۲ دسامبر ۱۹۸۳) بازیکن فوتبال اهل ژاپن است.
از باشگاه‌هایی که در آن بازی کرده‌است می‌توان به باشگاه فوتبال کونسادول ساپورو، باشگاه فوتبال ساگان توسو، باشگاه فوتبال جف یونایتد ایچیهارا چیبا، و باشگاه فوتبال ساگان توسو اشاره کرد.